# Моротэ Гари
Моротэ Гари (яп. 双手刈 моротэ гари, бросок захватом обеих ног (бросок рывком обеих ног соперника руками на себя)) — приём в дзюдо, входящий в раздел бросков, группу бросков из стойки, класс бросков для проведения которых в основном используются руки. 
Бросок был включен в современный список 67 приёмов Кодокан-дзюдо в 1982 году . Представляет собой произведённый двумя руками выхват противника за обе ноги или за одну ногу   ; под этим именем и известен в России, в англоязычных странах принято название two-hand reap или «подсечка двумя руками». 
Согласно правилам 2014 года, в спортивном дзюдо такой приём запрещён, как проводимый руками ниже пояса. Подобный приём в виде прохода в ноги часто применяется в вольной борьбе и смешанных единоборствах